# Ара синій
Ара синій (Anodorhynchus leari) — птах родини папугові.

## Зовнішній вигляд

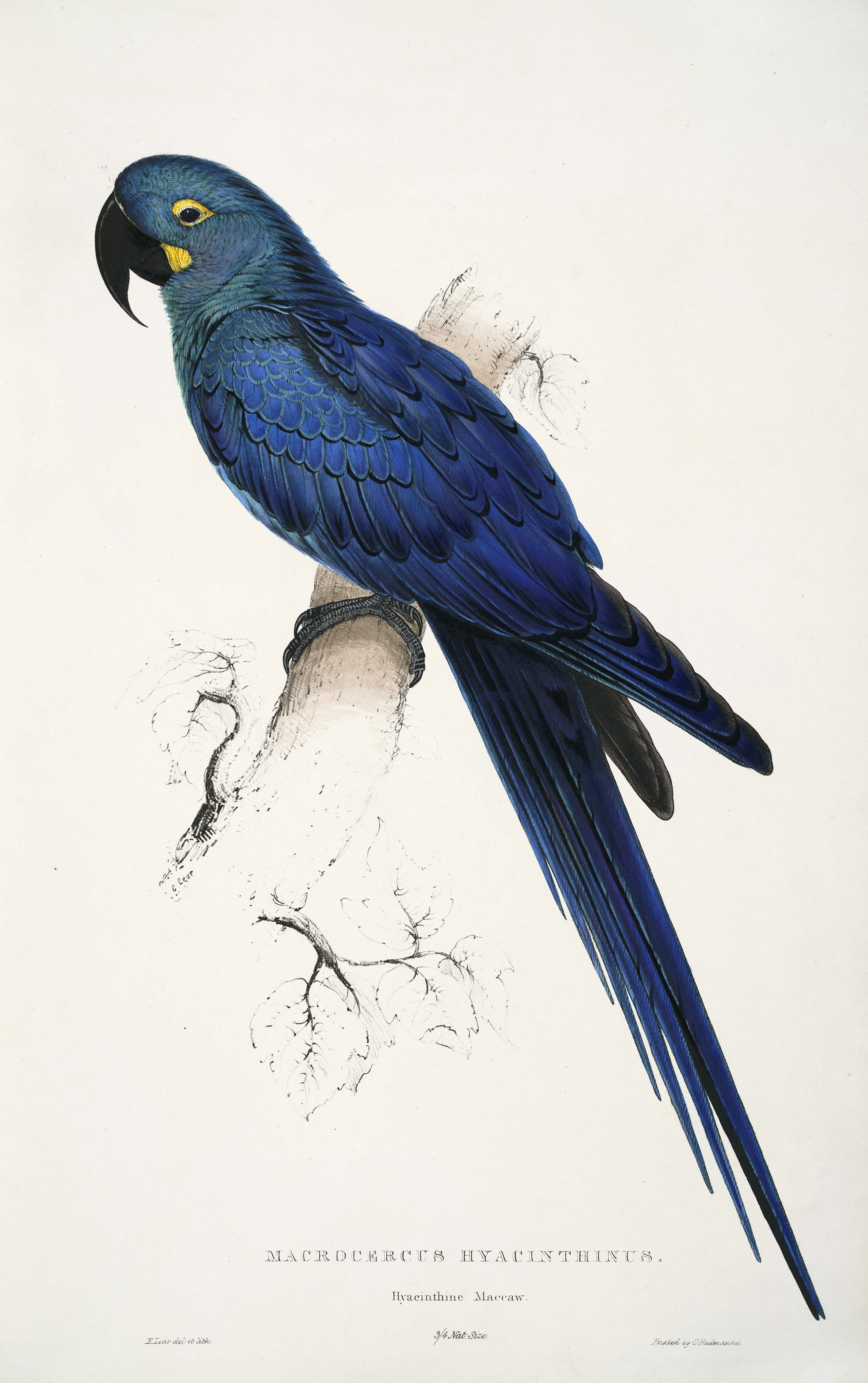

Малий гіацинтовий ара досягає 70—75 см завдовжки й важить близько 950 г. Забарвлення кобальтово-синє. Крила трохи темніше. Голова, груди й живіт з зеленим відливом. Гола зона навколо очей і у заснування піддзьобка — блідо-жовта. Підхвістя й підкрилля — чорнуваті. Дзьоб чорний. Лабети темно-сірі. Райдужка темно-коричнева.

## Історія відкриття
A. leari був описаний перший раз Шарлем Бонапартом в 1856 році, однак не вдалося встановити зону поширення цих папуг. Публіка перший раз побачила малого гіацинтового ара в 1950 році в локальному бразильському зоопарку. Однак лише в 1978 році Гельмут Сік відкрив дві невеликі популяції — в околиці Тока Велга (Toca Velha) і Серра Бранка (Serra Branca) — в штаті Байя у Бразилії.

## Розповсюдження
Ареал обмежений невеликою й важкодоступною ділянкою на північному сході штату Байя (Бразилія).

## Спосіб життя
Населяє відкриті й напіввідкриті лісистості, біля пісковиків до висоти 500—800 м над рівнем моря. Живиться пальмовими горіхами, квітами, насінням.

## Розмноження
Відкладає 1—2 яйця, сезон розмноження з грудня в травень. Молодь досягає статевої зрілості у близько 2—4 роки від народження.

## Загрози й охорона
Украй рідкий, перебуває під загрозою повного зникнення. До кінця XX століття в дикій природі налічувалося 70—200 особин, розділені на 2 популяції. Причини: полювання, вилов, втрата первозданної природи.